# Palm Pre
El Palm Pre es un teléfono móvil inteligente con pantalla táctil diseñado y comercializado por Palm, Inc.. 
Es un dispositivo con características multimedia y con un software basado fuertemente en la conectividad con Internet. Es el primer celular en disponer del microprocesador Texas Instruments OMAP 3430.
El Palm Pre fue presentado por Jon Rubinstein en el Consumer Electronics Show de 2009. 
El teléfono salió a la venta el 6 de junio de 2009 y es el primer dispositivo electrónico que hace uso del Palm webOS. Dicho sistema operativo está basado en un kernel Linux modificado por los mismos programadores de Palm y el plan inicial de la compañía es usarlo en otros dispositivos.
El Pre está disponible inicialmente en Estados Unidos con conexión EV-DO y es comercializado por Sprint. Ya fue presentada la versión GSM para otros mercados.
El Palm Pre fue criticado en algunas ocasiones por un supuesto parecido con el Apple iPhone tanto en interfaz de usuario como en diseño. La interfaz es suave y simple, al mismo tiempo que se suele afirmar que muchos elementos del webOS están inspiradas en el MacOS embebido en el iPhone. En una conferencia posterior a la presentación del Pre, Apple llegó a afirmar que iniciará acciones legales ante cualquier amenaza de robo o copia de sus patentes, en una posible alusión al móvil de Palm.

## Lo mejor del CES 2009
El Palm Pre ganó tres premios "Best of CES Awards 2009", por parte de CNET. Estos son: Mejor en el show, Mejor en su categoría (celulares y teléfonos inteligentes) y "La Voz de la Gente".

## Sincronización
El Palm Pre no utiliza software propio de sincronización. Al conectar el dispositivo al puerto USB, este se comporta como un medio de almacenamiento masivo, pudiendo copiar y pegar archivos mediante un navegador de ventanas (como el explorador de Windows o el Finder en Mac OS X). Aun así, soporta nativamente la sincronización de música sin DRM con iTunes.

## Sinergy
Promovida como la característica principal y más novedosa del teléfono. Sinergy es un programa embebido en el móvil que busca y recopila información de diferentes fuentes y redes sociales en Internet para completar datos tanto en la agenda de contactos como en el calendario. Por ejemplo, al agregar un contacto, el sistema buscará el nombre de dicho contacto automáticamente en redes donde participe el usuario del móvil y completará la información faltante mediante los datos que encuentra, por ejemplo, en Facebook (u otra red social similar). En la presentación se pudieron ver contactos agregados desde Facebook, Outlook y GMail, se desconoce si existe la posibilidad de incluir otras fuentes.

## Carga inalámbrica
Durante la presentación del CES 2009 también se mostró el Touchstone, una base de carga por inducción magnética. Dicha base se conecta a la corriente eléctrica y se adhiere sobre una superficie regular, la batería del teléfono móvil comenzará a cargarse apoyando el mismo Palm Pre sobre la base. De este modo, la batería se carga sin necesidad de conectarse mediante cables. Es un elemento que resultó curioso, ya que hasta ese momento ningún fabricante de renombre ofreció dispositivos de carga inalámbrica.

## Reproducción de flash
El 16 de febrero de 2009, mientras seguía abierta la GSMA Mobile World Congress, Adobe informó que se encuentra en desarrollo el Flash Player 3.1 para los sistemas operativos móviles Symbian OS y Windows Mobile. Durante esa muestra, se confirmó que Palm webOS también tendría una versión del reproductor de Flash programado por Adobe.

## Curiosidades
Este dispositivo se puede emplear para la realización de jailbreak de la PS3.